# Fraineux
Fraineux is een plaats in de Belgische provincie Luik. Fraineux is een deel van Yernée-Fraineux, een deelgemeente van Nandrin.

## Geschiedenis
Op de Ferrariskaart uit de jaren 1770 is de plaats weergegeven als het gehucht Frainux. Op het eind van het ancien régime werd Fraineux een gemeente. In 1823 werd de gemeente samengevoegd met Yernée in de nieuwe gemeente Yernée-Fraineux.

## Verkeer en vervoer
Langs Fraineux loopt de gewest N63/E46 tussen Luik en Marche-en-Famenne.